# Tor von Schreeb
Tor Christian Fredrik von Schreeb, född 31 oktober 1926 i Oscars församling i Stockholm, död 25 december 2017 i Stockholm, var en svensk läkare.

## Biografi
Efter studentexamen 1945 bedrev von Schreeb akademiska studier. Han blev medicine kandidat i Stockholm 1948, medicine licentiat 1954, underläkare vid kirurgiska avdelningen på Falu lasarett 1950, Svenska sjukhuset i Korea 1951, kirurgiska garnisonsavdelningen på Karolinska sjukhuset 1953, andre underläkare vid kirurgiska kliniken 1954, underläkare vid gynekologiska avdelningen på Danderyds lasarett 1955, kirurgiska avdelningen 1955, förste underläkare vid Karolinska sjukhuset 1960. Åren 1968-1970 tjänstgjorde han som sjukhusläkare för SIDA i Addis Abeba i Etiopien.
År 1967 blev von Schreeb medicine doktor och docent då han disputerade på en avhandling om cancer och var vid sin pensionering överläkare vid kirurgiska kliniken på Ersta sjukhus.
Veteranen från Koreakriget Tor von Schreeb förärades 2016 presidentens egen medalj,  ”Presidential Citation”, som tack för många års insatser för freden och Koreas folk.

### Familj
Tor von Schreeb var son till kamrer Tor Schreber von Schreeb och Lisa Normelli. Han gifte sig 1957 med Birgit Nydahl (född 1928), dotter till kapten Rudolf Nydahl och Daisy von Brömssen. De fick barnen Catharina (född 1959), Johan (född 1961) och Ulrika (född 1965). Efter skilsmässa gifte han om sig med överläkaren Beth Ewaldsson (född 1941) och fick med henne dottern Rebecca (född 1987).